# Maksymilian Rigamonti
Maksymilian Rigamonti (ur. 1974 w Warszawie) – polski fotograf i fotoreporter.

## Życiorys
Studiował na Akademii Sztuk Pięknych w Łodzi (projektowanie graficzne). Był fotoreporterem Dziennika Gazety Prawnej. Jest członkiem Press Club Polska i ZPAF oraz wykładowcą dziennikarstwa i fotografii na SWPS. W 2014 był stypendystą Ministerstwa Kultury. Odwiedził pięciokrotnie Polski Kontyngent Wojskowy w Afganistanie (m.in. projekt Afganistan jest w nas). Wydał książkę Echo (w 2018 wyróżniona nagrodą International Photography Award, a także wybrana jako Photo Book roku 2018 w konkursie Grand Press Photo, jak również nagrodzona wyróżnieniem Photography Book of the Year 2018). Od 2020 jest ambasadorem marki Fujifilm Polska. Jego projekt Bykownia. Archeologia zbrodni (poświęcony sowieckim zbrodniom w Bykowni) był objęty patronatem honorowym Prezydenta RP Bronisława Komorowskiego.

## Nagrody
Był zdobywcą nagrody głównej (Zdjęcie Roku) w konkursie Grand Press Photo w 2012. W 2014 był nominowany do nagrody Leica Oskar Barnack.